# Пустое множество

Обозначение пустого множества

Пусто́е мно́жество (в математике) — множество, не содержащее ни одного элемента. Из аксиомы объёмности следует, что есть только одно множество, обладающее таким свойством. Пустое множество является своим (тривиальным) подмножеством, но не является своим элементом.
Пустое множество является конечным множеством и имеет наименьшую мощность среди всех множеств. Пустое множество — единственное множество, для которого класс множеств, равномощных ему, состоит из единственного элемента (самого́ пустого множества). Также, пустое множество — единственное множество, имеющее ровно 1 подмножество (само себя), и единственное множество, равномощное любому своему подмножеству.
Пустое множество тривиальным образом является разрешимым (а значит, перечислимым и арифметическим), транзитивным и вполне упорядоченным множеством (для любого отношения порядка). Пустое множество является наименьшим порядковым числом и наименьшим кардинальным числом. В топологии, пустое множество является одновременно замкнутым и открытым множеством.
{\displaystyle \in }-цепочка, начинающаяся с произвольного множества, каждый последующий член которой является элементом предыдущего, всегда через конечное число шагов завершается пустым множеством (см. аксиому регулярности). Таким образом, пустое множество является «строительным кирпичиком», из которого строятся все остальные множества.
В некоторых формулировках теории множеств существование пустого множества постулируется (см. аксиому пустого множества), в других — доказывается.
Пустое множество играет исключительно важную роль в математике.

## Обозначения пустого множества
Обычно пустое множество обозначают как {\displaystyle \varnothing }, {\displaystyle \emptyset } или {\displaystyle \{\}}.
Реже пустое множество обозначают одним из следующих символов: {\displaystyle \Lambda } и {\displaystyle 0}.
Символы {\displaystyle \varnothing } и {\displaystyle \emptyset } введены в употребление группой Бурбаки (в частности, Андре Вейлем) в 1939 году. Прообразом послужила буква Ø из датско-норвежского алфавита.
Символ «пустое множество» представлен в Юникоде (U+2205 ∅ empty set) и, хотя он отсутствует в стандартных раскладках клавиатуры, может быть введён с клавиатуры:
- в HTML как &empty; или &#8709; или &#x2205;;
- в LaTeX его код \varnothing (символ {\displaystyle \emptyset } кодируется \emptyset);
- в Microsoft Word символ можно получить, введя 2205 и нажав Alt+X;
- в Windows с помощью Alt-кода Alt+8709;
- в системах, использующих X Window System (Unix/Linux/ChromeOS и др.), с помощью комбинации Ctrl+⇧ Shift+u 2205Пробел или с использованием клавиши Compose, нажав поочерёдно Compose{}[5].

В текстах на таких языках, как датский или норвежский, где символ пустого множества может быть спутан с буквой алфавита Ø (при использовании в лингвистике), вместо него может быть использован символ Юникода U+29B0 ⦰ reversed empty set (HTML &#10672;).

## Свойства пустого множества
- Пустое множество считают конечным множеством.
- Ни одно множество не является элементом пустого множества. Иначе говоря, {\displaystyle \forall a\ (a\notin \varnothing )} и, в частности, {\displaystyle \varnothing \notin \varnothing }. Отметим, что множество {\displaystyle \left\{\varnothing \right\}} не является пустым, т. к. {\displaystyle \varnothing } является элементом {\displaystyle \left\{\varnothing \right\}} и запись {\displaystyle \varnothing \in \left\{\varnothing \right\}} корректна.
- Пустое множество является подмножеством любого множества. Иначе говоря, {\displaystyle \forall a\ \left(\varnothing \subseteq \left\{a\right\}\right)} и, в частности, {\displaystyle \varnothing \subseteq \varnothing }. Также справедливо, что {\displaystyle \varnothing \subseteq \left\{\varnothing \right\}}.
- Объединение пустого множества с любым множеством равно последнему [указанному множеству]. Иначе говоря,{\displaystyle \forall a\ \left(\varnothing \cup \left\{a\right\}=\left\{a\right\}\right)} и, в частности, {\displaystyle \varnothing \cup \varnothing =\varnothing }.
- Пересечение пустого множества с любым множеством равно пустому множеству. Иначе говоря, {\displaystyle \forall a\ (\varnothing \cap a=\varnothing )} и, в частности, {\displaystyle \varnothing \cap \varnothing =\varnothing }.
- Пересечение любого множества с его дополнением равно пустому множеству. Иначе говоря, {\displaystyle \forall a\ (a\cap {\overline {a}}=\varnothing )}.
- Исключение пустого множества из любого множества равно последнему [указанному множеству]. Иначе говоря, {\displaystyle \forall a\ (a\setminus \varnothing =a)} и, в частности, {\displaystyle \varnothing \setminus \varnothing =\varnothing }.
- Исключение любого множества из пустого множества равно пустому множеству. Иначе говоря, {\displaystyle \forall a\ (\varnothing \setminus a=\varnothing )} и, в частности, {\displaystyle \varnothing \setminus \varnothing =\varnothing }.
- Симметрическая разность пустого множества с любым множеством равна последнему [указанному множеству]. Иначе говоря, {\displaystyle \forall a\ (\varnothing \triangle a=a\ \land \ a\triangle \varnothing =a)} и, в частности, {\displaystyle \varnothing \triangle \varnothing =\varnothing }
- Декартово произведение пустого множества на любое множество равно пустому множеству. Иначе говоря, {\displaystyle \forall a\ (\varnothing \times a=\varnothing \ \land \ a\times \varnothing =\varnothing )} и, в частности, {\displaystyle \varnothing \times \varnothing =\varnothing }.
- Пустое множество — транзитивно. Иначе говоря, {\displaystyle \mathrm {Trans} (\varnothing )}, где {\displaystyle \mathrm {Trans} (\varnothing )\Leftrightarrow \forall b\ (b\in \varnothing \to b\subseteq \varnothing )}.
- Пустое множество — не рефлективно, симметрично, антисимметрично.
- Пустое множество — ординал. Иначе говоря, {\displaystyle \mathrm {Ord} (\varnothing )}, где {\displaystyle \mathrm {Ord} (\varnothing )\Leftrightarrow \mathrm {Trans} (\varnothing )\ \land \ \forall b\ (b\in \varnothing \to \mathrm {Trans} (b))}.
- Мощность пустого множества равна нулю. Иначе говоря, {\displaystyle |\varnothing |=0}.
- Мера пустого множества равна нулю. Иначе говоря, {\displaystyle \mu (\varnothing )=0}.